# Takahashi Shigeru
Takahashi Shigeru (jap. 高橋 茂) war ein japanischer Fußballspieler.

## Nationalmannschaft
1927 debütierte Takahashi für die japanische Fußballnationalmannschaft. Takahashi bestritt zwei Länderspiele. Mit der japanischen Nationalmannschaft qualifizierte er sich für die Far Eastern Championship Games 1927.